# Gianfranco Bellini
Gianfranco Bellini (Palermo, 10 luglio 1924 – Roma, 9 agosto 2006) è stato un attore, doppiatore e direttore del doppiaggio italiano.
Tra le numerose interpretazioni è stato il doppiatore del computer HAL 9000 in 2001: Odissea nello spazio e dell'attore David Doyle nella serie televisiva Charlie's Angels.

## Biografia
Figlio degli attori Nino Bellini e Celeste Aida Zanchi, iniziò a recitare a dodici anni nel 1936, accanto alla madre, nel film I due sergenti di Enrico Guazzoni, per interpretare, l'anno successivo, Il signor Max di Mario Camerini, al fianco di Vittorio De Sica, con il nome di Gianfranco Zanchi, poiché nella metà degli anni trenta la madre si separò da Nino Bellini - il quale andò a vivere negli Stati Uniti d'America - e lui prese momentaneamente il cognome materno. A quattordici anni esordì davanti al microfono prestando la voce ad un bambino nel film L'equipaggio e da allora si dedicò quasi interamente al doppiaggio.
Nel corso della sua carriera, ha prestato la sua voce al personaggio di Bambi adulto (nel primo doppiaggio del 1948) e a quello di uno scoiattolo (nell'edizione successiva del 1968) nel classico Disney Bambi. Ha inoltre doppiato molti celebri attori internazionali, tra cui: Donald O'Connor nella serie di film di Francis, il mulo parlante (1950); Claude Jarman Jr. in Rio Bravo (1950); Earl Holliman in Sfida all'O.K. Corral (1957); Sabu ne Il ladro di Bagdad (1940); Tony Randall ne Il letto racconta... (1959); Mickey Rooney e Anthony Perkins in un altro paio di film. È stato inoltre la voce di Peter Lorre in M - Il mostro di Düsseldorf, film del 1931, ma uscito in Italia nel 1960.
Il suo doppiaggio più celebre fu quello di 2001: Odissea nello spazio (1968), in cui prestò la voce al computer HAL 9000. La sua interpretazione fredda e asettica fu particolarmente apprezzata dal regista, Stanley Kubrick.
Per la Disney doppiò ancora: Roger Radcliff in La carica dei cento e uno (1961), la volpe in Mary Poppins (1964), Comare volpe ne I racconti dello zio Tom (edizione del 1973), il presidente in Bianca e Bernie nella terra dei canguri (1990) e il libraio in La bella e la bestia (1991).
In televisione interpretò anche Sebastiano nella serie animata Heidi (1978). Di Bellini è anche la voce di George Roper (Brian Murphy), nelle serie britanniche Un uomo in casa e George e Mildred, e successivamente di Stanley Roper (Norman Fell) nella sitcom americana Tre cuori in affitto.
Tra i suoi ultimi doppiaggi si ricorda la voce del personaggio di Marvin Acme, interpretato da Stubby Kaye, in Chi ha incastrato Roger Rabbit di Robert Zemeckis (1988).
Bellini appare in una puntata dello sceneggiato Rai di fantascienza Gamma (1975) nel ruolo di uno scienziato svedese, per riconfermarsi negli anni ottanta e novanta in vari spot pubblicitari, tra cui quello di un personal computer e di un lubrificante per auto, tra i primi realizzati con computer grafica.
Il 31 maggio 2003 ha ricevuto un Premio alla carriera al primo Festival del Doppiaggio Voci nell'Ombra di Francavilla al Mare.
È morto a Roma dopo una lunga malattia il 9 agosto 2006, all'età di 82 anni. Era nonno dei doppiatori Davide ed Elena Perino.

## Filmografia

### Cinema
- I due sergenti, regia di Enrico Guazzoni (1936)
- Pensaci, Giacomino!, regia di Gennaro Righelli (1936)
- Il signor Max, regia di Mario Camerini (1937)
- Sant'Elena, piccola isola, regia di Umberto Scarpelli e Renato Simoni (1943)
- La regina delle piramidi (Land of the Pharaohs), regia di Howard Hawks (1955) - non accreditato
- Allonsanfàn, regia di Paolo e Vittorio Taviani (1974) - non accreditato

### Televisione
- Un uomo da niente, regia di Nino Meloni (1960)
- Qui squadra mobile, regia di Anton Giulio Majano (1973)
- Gamma, regia di Salvatore Nocita (1975)

## Doppiaggio

### Cinema
- Donald O'Connor in Francis, il mulo parlante, Francis contro la camorra, Francis alle corse, Francis all'Accademia, Colpo di scena a Cactus Creek, La storia di Buster Keaton, Scritto sul vento, Quadriglia d'amore, Il lattaio bussa una volta, I filibustieri delle Antille, Follie dell'anno, Le meraviglie di Aladino, Quello strano sentimento

- Peter Lawford in Sua Altezza si sposa, Il terrore di Londra, Lo sprecone, Lo spettro di Canterville, Sacro e profano, Kangarù, Il figlio di Lassie, Un americano a Eton, Le bianche scogliere di Dover, Piccole donne, Ti amavo senza saperlo, Il ritratto di Dorian Gray

- Mickey Rooney in I ponti di Toko-Ri, Atomicofollia, Congiura al castello, Una faccia piena di pugni, Polizia militare, Marinai a terra, Come svaligiare una banca, 5 per la gloria, Questo pazzo, pazzo, pazzo, pazzo mondo, Off Limits - Proibito ai militari, La vita intima di Adamo ed Eva

- Earl Holliman in Le colline bruciano, La lancia che uccide, Il mago della pioggia, Un marziano sulla Terra, La polizia bussa alla porta, Schiava degli apaches, Sfida all'O.K. Corral, La tua pelle brucia, Tutto finì alle sei, I 4 figli di Katie Elder

- Anthony Perkins in Prigioniero della paura, La legge del Signore, Parigi brucia?, Desiderio sotto gli olmi, Il segno della legge, L'uomo solitario, Verdi dimore, Le scandale - Delitti e champagne

- Tony Randall in Il letto racconta..., Amore, ritorna!, Non mandarmi fiori!, La bionda esplosiva, Facciamo l'amore, Le donne hanno sempre ragione, Il visone sulla pelle, Re per una notte

- Elisha Cook Jr. in Il cavaliere della valle solitaria, L'imputato deve morire, La casa dei fantasmi, La strada della rapina, I due volti della vendetta, Quel fantastico assalto alla banca
- Farley Granger in L'altalena di velluto rosso, Il cane della sposa, Di fronte all'uragano, Fuga nel tempo, La giostra umana, Nodo alla gola
- Jacques Herlin in Buffalo Bill - L'eroe del Far West, Per pochi dollari ancora, Rappresaglia, Uomini duri, Porgi l'altra guancia, Ciao nemico
- Tommy Noonan in È nata una stella, Scandalo al collegio, Sabato tragico, La figlia dell'ambasciatore, La felicità non si compra, Un turbine di gioia

- William Campbell in L'assedio delle sette frecce, Omertà, Prima dell'uragano, Lo squalo tonante, Piano... piano, dolce Carlotta
- Bruno Corazzari in Sette orchidee macchiate di rosso, Una nuvola di polvere... un grido di morte... arriva Sartana, Per 100.000 dollari t'ammazzo, La legione dei dannati, Sledge
- Sabu in Il canto dell'India, Le mille e una notte, Selvaggia bianca, Il ladro di Bagdad, Tigre in agguato
- Jacques Sernas in I figli non si vendono (solo nel ruolo del padre), Maddalena, Romolo e Remo, Il figlio di Spartacus, Il giorno più corto
- William Schallert in Attacco alla base spaziale U.S., Tobor - Il re dei robot, La tragedia del Rio Grande, Il computer con le scarpe da tennis, Salto nel buio
- Marshall Thompson in All'inferno e ritorno, La cavalcata del terrore, Parole e musica, Il passo del diavolo, La valle del destino
- Robert Walker in Missione segreta, La valle della vendetta, Credimi, Canto d'amore, Il mare d'erba

- Whit Bissell in Gunpoint: terra che scotta, La ragazza del secolo, Schiavo della furia, Il bandito senza nome
- Gower Champion in Annibale e la vestale, Mia moglie preferisce suo marito, La ragazza della domenica, Show Boat
- Darry Cowl in Totò, Vittorio e la dottoressa, Una ragazza a rimorchio, Una ragazza nuda, L'uomo di Hong Kong
- John Kerr in Tè e simpatia, I clandestini della frontiera, Gaby, La tela del ragno
- Dewey Martin in Anche gli eroi piangono, Ore disperate, Sam il selvaggio, I valorosi
- Harry Morgan in Mezzogiorno di fuoco, Suggestione, Charley e l'angelo, La storia di Glenn Miller (ridoppiaggio)
- Gino Pernice in Minnesota Clay, Django, Texas addio, Little Rita nel West
- Gig Young in La storia del generale Custer, La castellana bianca, Il visone sulla pelle, Per soldi o per amore

- Dirk Bogarde in Quattro in medicina, Dottore a spasso, Simba
- Eddie Bracken in Matrimoni a sorpresa, Signorine, non guardate i marinai, Oscar - Un fidanzato per due figlie
- Robert Cummings in La prima è stata Eva, La signora e i suoi mariti, I 9 di Dryfork City
- Don Dubbins in La legge del capestro, Quegli anni selvaggi, L'uomo illustrato
- Klaus Kinski in Due volte Giuda, Giù la testa... hombre!, Il mio nome è Shangai Joe
- Claude Laydu in Il diario di un curato di campagna, Sinfonia d'amore, Altair
- Paul Müller in Viaggio in Italia, Finché dura la tempesta, Uno di più all'inferno
- Austin Pendleton in Ma papà ti manda sola?, Il ladro che venne a pranzo, Prima pagina
- William Phipps in Giulio Cesare, La guerra dei mondi, Ho baciato una stella
- Serge Reggiani in I miserabili, Paris Blues, Tre amici, le mogli e (affettuosamente) le altre
- George Rigaud in Una lucertola con la pelle di donna, Amico, stammi lontano almeno un palmo..., Per amare Ofelia
- James Tolkan in Ritorno al futuro, Ritorno al futuro - Parte III, Sono affari di famiglia
- Dennis Weaver in Dan il terribile, La paura bussa alla porta, L'infernale Quinlan
- Dick York in Cordura, Cowboy, ...e l'uomo creò Satana
- Federico Boido in C'è Sartana... vendi la pistola e comprati la bara!, Testa t'ammazzo, croce... sei morto - Mi chiamano Alleluja, Uomo avvisato mezzo ammazzato... parola di Spirito Santo
- Aldo Fiorelli in Le meravigliose avventure di Guerrin Meschino, Le fatiche di Ercole, Ercole e la regina di Lidia
- Andrea Scotti in Il segno del Coyote, Giornata nera per l'ariete, Campa carogna... la taglia cresce

- Philip Abbott in La notte dello scapolo, I cacciatori del lago d'argento
- Eddie Albert in Una donna distrusse
- Woody Allen in James Bond 007 - Casino Royale
- John Alvin in Aprile a Parigi
- Fernando Amaral in Non c'è due senza quattro
- Herbert Anderson in L'impareggiabile Godfrey
- Richard Anderson in Operazione diabolica
- Ichirō Arishima in Il trionfo di King Kong
- Robert Arthur in Accadde in settembre, Cielo di fuoco
- Grégoire Aslan in Cleopatra
- Fred Astaire in Seguendo la flotta (ridoppiaggio)
- John Astin in Fammi posto tesoro
- Richard Attenborough in Il terzo segreto
- Michel Auclair in La risaia
- Jean-Pierre Aumont in Esecuzione in massa
- Ted Avery in Gente di notte
- Lew Ayres in Don Camillo, All'ovest niente di nuovo
- John Baer in L'avventuriero della Luisiana, Non siamo angeli
- Richard Bakalyan in Spruzza, sparisci e spara
- Stanley Baker in Elena di Troia
- Robert Banci in I due superpiedi quasi piatti
- Ian Bannen in Il volo della fenice
- John Banner in Fuggiamo insieme
- Michel Bardinet in La giumenta verde
- John Drew Barrymore in Quando la città dorme
- Richard Basehart in Dimmi addio
- Scotty Beckett in Amo Luisa disperatamente
- Noah Beery Jr. in Eroi senza patria, Il sergente York
- Martin Benrath in I morituri
- Michael Bentine in Questa pazza, pazza, pazza Londra
- Michael Berryman in Benedizione mortale
- Jacques Berthier in Anno 79 - La distruzione di Ercolano
- Raye Birk in Getta la mamma dal treno
- Louis Blaazer in Agente 007 - Licenza di uccidere
- Larry Blyden in L'amica delle 5 ½
- James Bolam in Assassinio sul palcoscenico
- Charles Borromel in Giuseppe venduto dai fratelli, L'ammutinamento
- Jean-Marc Bory in Lupi nell'abisso
- Roy Bosier in Giù la testa
- Jean Bouchaud in Il treno
- Romain Bouteuille in L'inquilino del terzo piano
- Eric Braeden in El Verdugo
- Stan Brandorff in La signora ammazzatutti
- Claude Brasseur in Buccia di banana
- Walter Brennan in La gnomo mobile
- Jean-Claude Brialy in L'amante pura, ...poi ti sposerò
- Lloyd Bridges in La città dei fuorilegge, La divina
- Steve Brodie in L'avamposto degli uomini perduti, L'indiana bianca
- Charles Bronson in Il leggendario X-15
- Lyndon Brook in Pianura rossa, La zingara rossa
- Rand Brooks in Passione ardente
- Robert Bruce in X contro il centro atomico
- George Buck in Bull Durham - Un gioco a tre mani
- Paul Burke in Il sergente Bum!
- Hamilton Camp in Scontri stellari oltre la terza dimensione
- José Canalejas in Tutti per uno botte per tutti
- Timothy Carey in Rapina a mano armata
- Harry Carey Jr. in In nome di Dio
- Richard Carlyle in Guadalcanal ora zero
- Ian Carmichael in Controspionaggio
- Carleton Carpenter in Quota periscopio
- John Cassavetes in Lo sperone insanguinato
- Jean-Pierre Cassel in Assassinio sull'Orient Express, Toccarlo... porta fortuna
- Wally Cassell in Colpo proibito, Quattro donne aspettano
- Charlie Chaplin in Il grande dittatore (ediz. 1949)
- William Chappell in Il processo
- Robert Clarke in La moglie celebre
- Jacques Charon in Arriva Fra' Cristoforo...
- Philippe Clay in French Cancan
- Montgomery Clift in Vincitori e vinti, Odissea tragica
- Germán Cobos in Totò, Vittorio e la dottoressa
- James Coburn in I magnifici sette
- Barry Coe in La moglie sconosciuta, I peccatori di Peyton
- John Collin in Un giorno... di prima mattina
- Coluche in L'ala o la coscia?
- John Compton in I lancieri del Dakota
- Hans Conried in Dedizione
- Ben Cooper in La donna che volevano linciare
- Jackie Cooper in Il vendicatore di Jess il bandito
- Robert Cornthwaite in Matinee
- George Coulouris in Quarto potere (ediz. 1965)
- Jerome Courtland in Non si può continuare ad uccidere, Femmina contesa
- Fred Crane in Via col vento
- Richard Crenna in Una vacanza di troppo
- Richard Cromwell in Alba di gloria, I lancieri del Bengala
- Graham Crowden in La mia Africa
- Ken Curtis in La battaglia di Alamo, Sentieri selvaggi
- Tony Curtis in Winchester '73
- Cyril Cusack in Paura in città
- Allan Cuthbertson in Combattenti della notte
- Marcel Dalio in Can-Can
- Richard Davalos in Gli amanti dei 5 mari
- Paul Demange in Una adorabile idiota
- John Derek in Al tuo ritorno, All'ombra del patibolo
- Hubert Deschamps in Zazie nel metrò
- Georges Descrières in L'uomo e il diavolo
- Douglas Dick in Delitto senza peccato, Saigon
- Bradford Dillman in Il mosaico del crimine, Il sergente Ryker
- Lawrence Dobkin in L'assassino è perduto
- Donal Donnelly in Waterloo
- King Donovan in La parete di fango
- David Doyle in È ricca, la sposo e l'ammazzo
- Tom Drake in L'albero della vita, La signora Parkington
- Louis Ducreux in La doppia vita di Veronica
- William Duell in Agenzia omicidi
- Liam Dunn in Mezzogiorno e mezzo di fuoco
- Paul Dubov in Il mostro del pianeta perduto
- Clint Eastwood in Esecuzione al tramonto
- Herb Edelman in A noi piace Flint
- James Edwards in La città del vizio
- Ron Ely in Il molto onorevole Mr. Pennypacker
- Biff Elliott in Buongiorno, Miss Dove
- John Ericson in La legge del fucile
- Don Fellows in I predatori dell'arca perduta, Superman IV
- John Fiedler in La strana coppia
- Logan Field in Tre vengono per uccidere
- Robert Flemyng in Alto tradimento
- Joe Flynn in Un Maggiolino tutto matto, Bernardo, cane ladro e bugiardo
- Bob Fosse in Baciami Kate!
- John Fostini in La strada buia
- Robert Francis in L'ammutinamento del Caine, La lunga linea grigia
- Anthony Franke in Fluido mortale
- Paul H. Frees in Il colosso d'argilla
- Bernard Fresson in Z - L'orgia del potere
- Robert Freytag in Il giorno più lungo
- Leo Fuchs in Avalon
- Herbert Fux in A chi tocca, tocca...!
- Serge Gainsbourg in Sansone
- Allen Garfield in Dick Tracy
- James Garner in Il cerchio della vendetta
- John Gavin in Dimmi la verità
- Daniel Gélin in Dio ha bisogno degli uomini, Il piacere e l'amore
- Henry Gibson in The Blues Brothers
- Bruce Glover in Agente 007 - Una cascata di diamanti
- Julian Glover in L'astronave degli esseri perduti
- George Gobel in Mia moglie... che donna!
- Danny Goldman in M*A*S*H
- Herb Goldstein in Poliziotto superpiù
- Harold Goodwin in La mummia
- Jim Goodwin in Dieci secondi col diavolo
- Michael Gough in Le cinque chiavi del terrore
- Peter Graves in Il terrore dei Navajos
- Andre Gregory in Il falò delle vanità
- Chuck Griffiths in Il mostro dei mari
- George Grizzard in Tempesta su Washington, Bocca da fuoco
- Guy Grosso in Calma ragazze, oggi mi sposo
- François Guérin in Occhi senza volto
- Georges Guétary in Un americano a Parigi
- Alan Hale Jr. in La campana ha suonato, Tu sei il mio destino
- Murray Hamilton in L'aquila solitaria
- Clément Harari in Scimmie, tornatevene a casa
- Jerry Hardin in Nikita - Spie senza volto
- Ty Hardin in El Cjorro
- Dean Harens in Vacanze di Natale
- Donald Harron in Donne in cerca d'amore
- Hurd Hatfield in Furia selvaggia - Billy Kid, Lo strangolatore di Boston
- John Heffernan in La stangata
- Buck Henry in Il paradiso può attendere
- Robert Henry in Il cacciatore di indiani
- Alan Hewitt in Il cavallo in doppiopetto
- William Hickey in Il piccolo grande uomo
- Craig Hill in Tammy fiore selvaggio
- Steven Hill in Codice Magnum
- Jacques Hilling in Il barone
- Akihiko Hirata in Godzilla
- William Holden in Strisce invisibili
- Erik Holland in Stargate
- Tim Holt in L'orgoglio degli Amberson
- Skip Homeier in L'amante sconosciuto, Missione suicidio
- James Hong in Inno di battaglia, Vice Versa - Due vite scambiate
- Joseph Hoover in L'inferno è per gli eroi
- Robert Hutton in La gang
- Tom Irish in Hondo
- Tony Jacquot in Il ritorno di don Camillo
- Richard Jaeckel in Terrore a Shanghai
- Claude Jarman Jr. in Rio Bravo
- Richard Jones in Trappola in alto mare
- Pavel Kadochnikov in La congiura dei Boiardi
- Stubby Kaye in Chi ha incastrato Roger Rabbit
- Jack Kehoe in The Untouchables - Gli intoccabili, Prima di mezzanotte
- John Kellogg in Gorilla in fuga
- Tommy Kelly in Le avventure di Tom Sawyer
- Arthur Kennedy in Il grande campione, Il grande sentiero
- Cliff Ketchum in 38º parallelo: missione compiuta
- Richard Kiley in Il seme della violenza
- Alf Kjellin in Madame Bovary, L'amante di ferro
- Kurt Kreuger in Duello nell'Atlantico
- François Lalande in Herbie al rally di Montecarlo
- William Lanteau in Il villaggio più pazzo del mondo, Donne, v'insegno come si seduce un uomo
- Keith Larsen in Furia indiana
- Harry Lauter in Banditi atomici
- Christopher Lee in Le avventure del capitano Hornblower, il temerario
- Michel Lemoine in Il ritorno del gladiatore più forte del mondo
- Angus Lennie in La grande fuga
- William Leslie in Eternamente femmina
- Richard Liberty in La città verrà distrutta all'alba
- Helga Liné in Il conquistatore di Maracaibo (ruolo di El Valiente)
- Leon Lontock in La strada a spirale
- Peter Lorre in M - Il mostro di Düsseldorf
- Hanns Lothar in Uno, due, tre!
- Nicholas Loukes in Soffici letti, dure battaglie
- Mark Lowenthal in Arma non convenzionale
- William Lundigan in Il grande amore
- John Lupton in Sangue caldo
- Guy Madison in Da quando te ne andasti
- George Maharis in Exodus
- Marne Maitland in Agente 007 - L'uomo dalla pistola d'oro
- André Maranne in Uno sparo nel buio, La Pantera Rosa colpisce ancora
- Carlos Romero Marchent in La preda e l'avvoltoio
- Stuart Margolin in I guerrieri
- Christian Marin in Tre gendarmi a New York, 6 gendarmi in fuga
- Thomas Martin in Come sposare un milionario
- Olivier Mathot in La calda bestia di Spilberg
- Matt Mattox in Sette spose per sette fratelli
- David McCallum in La più grande storia mai raccontata, Freud - Passioni segrete
- Roddy McDowall in Macbeth, Merletto di mezzanotte
- Bernie McInerney in Suspect - Presunto colpevole
- Dal McKennon in Mary Poppins
- Steve McQueen in Gli occhi del testimone
- Ian McKellen in L'uomo ombra
- Bill Macy in Lo straccione
- Günter Meisner in Operazione Siegfried
- Bernard Ménez in Effetto notte, Più matti di prima al servizio della regina
- Burgess Meredith in L'oro di Mackenna
- John Merivale in Arabesque
- Jan Merlin in Voi assassini
- Harry Meyen in Agli ordini del Führer e al servizio di Sua Maestà
- Victor Millan in La terra degli Apaches
- Martin Milner in Okinawa
- Donald Moffat in Moglie a sorpresa
- Dickie Moore in Il sergente York
- Robin Morse in Marty, vita di un timido
- Jack Mullaney in Voglio sposarle tutte
- George Murcell in Il sangue del vampiro
- Michael Murphy in Il compromesso
- Bill Nagy in Agente 007 - Missione Goldfinger
- Henry Nakamura in Oceano rosso
- Jacques Narcy in L'iniziazione
- Gene Nelson in Oklahoma!
- Anthony Newley in Kasim, furia dell'India
- Derek Nimmo in Assassinio a bordo
- Jay Novello in Angeli con la pistola
- Louis Nye in Scusa, me lo presti tuo marito?
- Simon Oakland in Non voglio morire, Chi era quella signora?
- Hugh O'Brian in RX-M Destinazione Luna
- Dan O'Herlihy in I fucilieri del Bengala
- J. Pat O'Malley in Torna a casa, Lassie! (ediz. 1975)
- Robert Osterloh in Gli ammutinati dell'Atlantico
- Carlos Otero in Domani passo a salutare la tua vedova... parola di Epidemia
- Tom Palmer in I giorni del vino e delle rose
- Jack Paar in Le memorie di un dongiovanni
- Jerry Paris in Il selvaggio
- Tony Pastor Jr. in Operazione sottoveste
- Michael Pate in I senza Dio
- Gilles Pelletier in Io confesso
- Felton Perry in Una 44 Magnum per l'ispettore Callaghan
- Nehemiah Persoff in Il ladro
- Joseph Pevney in I corsari della strada, Anima e corpo
- Gérard Philipe in Il diavolo in corpo
- Wei Ping-Ao in Dalla Cina con furore, L'urlo di Chen terrorizza anche l'occidente
- Nils Poppe in Il settimo sigillo
- Roman Polański in Chinatown
- Ann Prentiss in Ho sposato un'aliena
- Elvis Presley in Fratelli rivali
- Volker Prechtel in Il nome della rosa
- William Prince in Pazza
- Robert Quarry in Giovani senza domani
- Tony Randall in Amore, ritorna!
- Elliott Reid in Sierra, La storia del dottor Wassell
- Tito Renaldo in Stanotte sorgerà il sole
- William Reynolds in Il capitalista
- Jacques Riberolles in A briglia sciolta
- Juan Antonio Riquelme in Marinai, donne e guai
- Julio Riscal in Noi siamo due evasi
- Jean Rochefort in Cartouche, Angelica
- Wayne Rogers in Strategia di una rapina
- Claude Romain in Due inglesi a Parigi
- Mac Ronay in Il mio amico Benito, I motorizzati
- Angelo Rossitto in Mad Max oltre la sfera del tuono
- Herbert Rudley in Rapsodia in blu
- Pepe Ruiz in La pazienza ha un limite... noi no!
- Tony Russel in La sfida di Zorro
- Edward Ryder in Cenere sotto il sole
- Alain Saury in Scuola di spie
- Arthur Shields in Gran Premio (ridoppiaggio anni '70)
- Heinz Schubert in Funerale a Berlino
- Martin Scorsese in Taxi Driver
- Vito Scotti in Il padrone del mondo
- James Seay in Orizzonti lontani
- George Segal in La pietra che scotta
- Will Self in La cosa da un altro mondo
- Willy Semmelrogge in Woyzeck
- Wallace Shawn in Non siamo angeli, Palle d'acciaio
- Martin Sheen in New York: ore tre - L'ora dei vigliacchi
- Vladek Sheybal in Il cervello da un miliardo di dollari, Il mistero della signora scomparsa
- Henry Silva in La veglia delle aquile
- Albert Simono in La tardona
- Arnold Stang in L'uomo dal braccio d'oro
- Graham Stark in Victor Victoria, Appuntamento al buio
- William Stelling in Il fantasma e la signora Muir
- Robert Stephens in L'ispettore
- Tom Stern in La carovana dell'alleluia
- Carter Stevens in Blue Nude
- Mark Stevens in Obiettivo Burma!
- Warren Stevens in Le rane del mare
- Ray Stricklyn in Un pugno di polvere, L'ultima carovana
- Don Stroud in Joe Kidd
- Eric Sykes in Quei temerari sulle macchine volanti, Quei temerari sulle loro pazze, scatenate, scalcinate carriole
- Rod Taylor in Il gigante
- Jean-Marc Tennberg in Club di ragazze
- Jimmy Thompson in Brigadoon
- David Tomlinson in Tre uomini in barca
- Tomas Torres in L'uomo dal pugno d'oro
- Pierre Trabaud in La guerra dei bottoni, La finestra sul Luna Park
- Sonny Trinidad in Darkman
- Joe Turkel in Orizzonti di gloria, Hindenburg
- Leon Tyler in Professore a tuttogas
- Dick Van Dyke in L'arte di amare
- Dick Van Patten in Quello strano cane... di papà
- Abe Vigoda in Lucky Luke
- Thorley Walters in Dracula, principe delle tenebre
- Robert Wagner in Mia moglie si sposa, Uomini alla ventura
- David Warner in La ballata di Cable Hogue
- Moray Watson in L'erba del vicino è sempre più verde
- David Wayne in La donna dai tre volti
- Naunton Wayne in Incubi notturni
- Patrick Wayne in Shenandoah - La valle dell'onore
- Richard Webb in La porta d'oro
- Oskar Werner in I dannati
- David Weston in Becket e il suo re
- Stuart Whitman in Desiderio di donna
- Red Buttons in L'ambulanza
- Charles Dierkop in Il massacro del giorno di San Valentino
- Adam Williams in Il grande caldo
- Jerome Willis in Khartoum
- Dave Willock in La fidanzata di tutti, Destinazione... Terra!
- Victor Wong in Il signore del male
- James Woods in Come eravamo
- Gabriel Woolf in I cavalieri della Tavola Rotonda
- Lilo Yarson in Per chi suona la campana (ediz. 1948)
- Alan Young in Il gatto venuto dallo spazio
- Steffen Zacharias in Anche gli angeli mangiano fagioli
- Dominique Zardi in Fantomas minaccia il mondo
- Anthony Zerbe in Papillon
- Mario Ambrosino in Domenica è sempre domenica
- Enzo Andronico in Due mafiosi contro Goldginger
- Renzo Arbore in Per una bara piena di dollari
- Maurizio Arena in Il carabiniere a cavallo
- Silvio Bagolini in Zorro il ribelle
- Bruno Berellini in Achtung! Banditi!
- Alfredo Bini in Il brigante di Tacca del Lupo
- Leonardo Botta in 3 straniere a Roma
- Roberto Bruni in Tempo di villeggiatura
- Ernesto Calindri in Ho sognato il paradiso
- Paolo Carlini in Vacanze romane
- Massimo Carocci in 7 pistole per un massacro
- Francesco Casaretti in Il magistrato
- Saturnino Cerra in 7 pistole per i MacGregor
- Fernando Cerulli in L'arte di arrangiarsi, Questa specie d'amore
- Luigi Ciavarro in Tre dollari di piombo
- Ernesto Colli in I corpi presentano tracce di violenza carnale
- Carlo Conso in I fratelli Karamazoff
- Luigi De Filippo in Promesse di marinaio
- Emilio Delle Piane in ...continuavano a chiamarlo Trinità
- Giulio Donnini in Robin Hood e i pirati
- Sandro Dori in ...e per tetto un cielo di stelle, 4 marmittoni alle grandi manovre
- Dino Emanuelli in L'affittacamere, Zio Adolfo in arte Führer
- Ugo Fangareggi in Gli fumavano le Colt... lo chiamavano Camposanto
- Gabriele Ferzetti in I miserabili
- Franco Giacobini in Abbasso tutti, viva noi
- Enio Girolami in La spiaggia, I Gringos non perdonano
- Marco Guglielmi in Vite perdute
- Franco Interlenghi in Ulisse
- Ignazio Leone in Totò e Cleopatra
- Virna Lisi in Il giorno più corto
- Renato Malavasi in La spacconata
- Dante Maggio in David e Golia, Black Killer
- Leonard Mann in Incontro
- Marcello Martana in Squadra antiscippo, Il figlio dello sceicco
- Giulio Massimini in Allonsanfàn
- Franco Mazzieri in Culastrisce nobile veneziano
- Piero Mazzinghi in Dio li crea... Io li ammazzo!
- Franco Migliacci in Nel blu dipinto di blu
- Fabrizio Mioni in Pazzo per le donne
- Michele Mirabella in Thunder
- Renato Montalbano in Zorro marchese di Navarra
- Nuto Navarrini in Il medico delle donne
- Pasquale Nigro in Il corsaro
- Piero Palermini in Orazi e Curiazi
- Paolo Paoloni in Il prof. dott. Guido Tersilli primario della clinica Villa Celeste convenzionata con le mutue
- Franco Pastorino in Capitan Fantasma
- Pino Patti in Occhio alla penna
- Nico Pepe in Il diabolico dottor Mabuse
- Antonio Pierfederici in Le monachine
- Luciano Pigozzi in I vigliacchi non pregano
- Franco Pistoni in 'o Re
- Paolo Poli in Gli amori di Manon Lescaut
- Alfredo Rizzo in Delitto al ristorante cinese
- Gianni Rizzo in Il trionfo dei dieci gladiatori
- Franco Rossellini in Nata di marzo
- Luciano Rossi in Lo chiamavano Trinità...
- Silvan in L'inchiesta
- Antonio Spaccatini in Novelle licenziose di vergini vogliose
- Guido Spadea in Sabato, domenica e venerdì
- Giuseppe Taffarel in Amarti è il mio peccato (Suor Celeste)
- Aldo Tarantino in Cerasella
- Gabriele Tinti in Anni facili
- Max Turilli in La stanza del vescovo
- Alfredo Varelli in 7 dollari sul rosso
- Vittorio Venturoli in La strega in amore
- Marco Vicario in Amo un assassino
- Piero Vida in Un genio, due compari, un pollo
- Eriprando Visconti in Terza liceo
- Douglas Rain in 2001: Odissea nello spazio (HAL9000)
- Voce narrante in Francesco, giullare di Dio, Stalag 17, L'ottava moglie di Barbablù (ridoppiaggio)

### Film di animazione
- Annunciatore della corte in La bella addormentata nel bosco
- la volpe in Mary Poppins
- Presidente del SIS in Bianca e Bernie nella terra dei canguri
- Libraio in La bella e la bestia
- Bambi adolescente e adulto in Bambi (ed. 1948)
- Scoiattolo in Bambi (ed. 1968)
- Marcus Capus in Asterix il gallico
- Comare Volpe in I racconti dello zio Tom (ed. 1973)
- Rudy Radcliff (parte parlata) in La carica dei cento e uno
- la Farfalla ne L'ultimo unicorno
- Saburō in Robin e i 2 moschettieri e ½
- Tonto in Robin Hood
- Assurancetourix in  Asterix e Cleopatra
- Signor Agenore in Brisby e il segreto di NIMH
- Piemonte ne L'eroe dei due mondi
- Padrone del circo ne Il nano e la strega

### Televisione
- David Doyle in Charlie's Angels
- Donald O'Connor in Ellery Queen
- George Burns in Ellery Queen
- Earle Hyman in I Robinson (Stagioni 1-6)
- Brian Murphy in George e Mildred, Un uomo in casa
- Norman Fell in Tre cuori in affitto
- Harry Boyle in Aspettando il ritorno di papà
- Colin Blakely in Il piccolo Lord
- Alan Oppenheimer in La signora in giallo
- Samuel Booth in La signora in giallo (3ª voce)
- Maurice Jouvet in Manuela

### Cartoni animati
- Mamfry in Hanna & Barbera Robot
- Dungeon Master in Dungeons & Dragons
- Padron Garofoli in Remì
- Ranger Ocarina (2a voce) nei cortometraggi Disney (sostituito poi da Sergio Tedesco)
- Boss in Il grande Mazinger
- Sebastiano in Heidi

## Prosa radiofonica EIAR
- La locanda della luna di Guido Cantini, regia di Nunzio Filogamo, trasmessa il 3 febbraio 1941.
- La stella sul mondo di Gino Valori, regia di Guglielmo Morandi, trasmessa il 4 gennaio 1943.
- Interludio a Citera di Gerardo Jovinelli, regia di Alberto Casella, trasmessa il 10 marzo 1943.
- Il viandante dagli occhi turchini, un atto di Diego Fabbri, regia di Guglielmo Morandi, trasmesso iol 20 aprile 1943
- Fiori d'arancio, di Roberto Bracco, regia di Guglielmo Morandi (1943)

## Prosa radiofonica Rai
- Antigone di Jean Anouilh, regia di Guglielmo Morandi, trasmessa il 19 giugno 1946
- Lulù, commedia di Carlo Bertolazzi, regia di Pietro Masserano Taricco, trasmessa il 19 febbraio 1947
- La piccola città, di Thornton Wilder, regia di Guglielmo Morandi, trasmessa il 2 aprile 1947
- Miracolo, di Nicola Manzari, regia di Anton Giulio Majano, trasmessa il 12 febbraio 1948
- Lui e suo figlio, radiocommedia di Gino Magazù, regia di Pietro Masserano Taricco, trasmessa il 27 marzo 1949
- Una storia americana, di E. Canneti, regia di Anton Giulio Majano, trasmessa il 11 giugno 1949
- L'imbroglio, commedia di Alberto Moravia, regia di Pietro Masserano Taricco, trasmessa il 24 agosto 1951
- I due sergenti di D'Aubigny, regia di Alberto Casella, trasmessa il 10 febbraio 1953